# Concilio di Parigi (553)
Il concilio di Parigi del 552 o 553, o secondo concilio di Parigi, fu convocato da Childeberto I, re franco della dinastia dei merovingi.

## Controversie sulla data
La data di questa assemblea dà ancora luogo a controversie: vengono indicate generalmente questi tre anni: 553, 551 o 552.  La data quivi indicata è quella suggerita da Louis de Mas Latrie nella sua opera Chronologie historique des papes, des conciles généraux et des conciles des Gaules et de France (1836). Lo storico benedettino del XVIII secolo, Rémy Ceillier fornisce qualche elemento per tentare di stabilire questa data.
Gli editori dell'edizione critica degli atti conciliari (1893) pongono questo concilio nel 552. La stessa data è indicata da Charles de Clercq, editore dei Concilia Galliae (1963), e da Louis Duchesne nei suoi volumi Fastes épiscopaux de l'ancienne Gaule (1907-1915).

## Descrizione
Questo concilio, convocato da Childeberto I, fu presieduto da Sapaudo, vescovo di Arles. Egli depose e fece chiudere in un monastero Saffaraco, vescovo di Parigi, sostituito da Eusebio.

## Partecipanti
Questo concilio si svolse con un'assemblea di 27 vescovi in rappresentanza di altrettante diocesi:
- Sapaudo di Arles
- Esichio di Vienne
- Etnezio[5]
- Probiano di Bourges
- Costituto  di Sens
- Leonzio di Bordeaux
- Sinidio[5]
- Placido di Mâcon
- Firmino di Uzès
- Agricola di Chalon
- Tetrico di Langres
- Avolo di Aix o di Sisteron
- Clemazio di Carpentras

- Vellezio di Gap
- Lucrezio di Die
- Arigio di Nevers
- Clementino di Apt
- Pretestato di Cavaillon
- Agrestio di Tournai
- Medoveo di Meaux
- Leobino di Chartres
- Espectato di Fréjus
- Matteo di Orange
- Tetradio di Besançon
- Vincenzo di Belley
- Migezio[5]
- Siagrio di Grenoble